# Hrvatska nogometna liga – Sjever 1983./84.
Hrvatska nogometna liga – Sjever (također i kao Hrvatska republička nogometna liga – Sjever) je bila jedna od četiri skupine dotadašnje jedinstvene Hrvatske nogometne lige u sezoni 1983./84., te je predstavljala ligu trećeg ranga natjecanja nogometnog prvenstva Jugoslavije. 

U njoj su sudjelovali klubovi s područja središnje i Sjeverne Hrvatske, te je neformalno zvana i Zagrebačka zona. 

Sudjelovalo je 14 klubova, a prvak je bila MTČ-Sloga iz Čakovca, koja se uz doprvaka Karlovac plasirala u doigravanje za prvaka Hrvatske, ujedno i kvalifikacije za Drugu saveznu ligu – Zapad.   

## Ljestvica
| mj. | klub                         | ut. | pob. | ner. | por. | gol+ | gol- | bod     |
| --- | ---------------------------- | --- | ---- | ---- | ---- | ---- | ---- | ------- |
| 1.  | MTČ-Sloga Čakovec            | 26  | 13   | 8    | 5    | 40   | 19   | 34      |
| 2.  | Karlovac                     | 26  | 13   | 8    | 5    | 29   | 19   | 34      |
| 3.  | Metalac Sisak                | 26  | 13   | 7    | 6    | 39   | 23   | 33      |
| 4.  | Radnik Velika Gorica         | 26  | 10   | 8    | 8    | 40   | 28   | 28      |
| 5.  | Lokomotiva Zagreb            | 26  | 7    | 14   | 5    | 30   | 25   | 28      |
| 6.  | VIKO Omladinac Novo Selo Rok | 26  | 10   | 7    | 9    | 39   | 36   | 27      |
| 7.  | BSK Česma Bjelovar           | 26  | 10   | 7    | 8    | 30   | 34   | 27      |
| 8.  | Jugokeramika Zaprešić        | 26  | 8    | 10   | 8    | 34   | 30   | 25 (-1) |
| 9.  | Mladost Petrinja             | 26  | 9    | 7    | 10   | 27   | 26   | 25      |
| 10. | Segesta Sisak                | 26  | 8    | 8    | 10   | 29   | 26   | 24      |
| 11. | Trešnjevka Zagreb            | 26  | 6    | 11   | 9    | 25   | 30   | 23      |
| 12. | Dubrava Zagreb               | 26  | 8    | 6    | 12   | 28   | 35   | 22      |
| 13. | Metalac Zagreb               | 26  | 8    | 5    | 13   | 31   | 43   | 31      |
| 14. | Jedinstvo Dvor               | 26  | 2    | 8    | 16   | 17   | 62   | 11 (-1) |

Novi članovi lige
- Slaven Koprivnica
- Trnje Trnovec
- Varteks Varaždin
- Zagreb

## Rezultatska križaljka
| kratica | klub                         | BSKČ | DUB | KAR | LOK | JED | JUG | METS | METZ | MLA | MTČS | RAD | SEG | TRE | VOML |
| --- | ---------------------------- | ---- | --- | --- | --- | --- | --- | ---- | ---- | --- | ---- | --- | --- | --- | ---- |
| BSKČ | BSK Česma Bjelovar           |      |     |     |     |     |     |      |      |     |      |     |     |     |      |
| DUB | Dubrava Zagreb               |      |     |     |     |     |     |      |      |     |      |     |     |     |      |
| KAR | Karlovac                     |      |     |     |     |     |     |      |      |     |      |     |     |     |      |
| LOK | Lokomotiva Zagreb            |      |     |     |     |     |     |      |      |     |      |     |     |     |      |
| JED | Jedinstvo Dvor               |      |     |     |     |     |     |      |      |     |      |     |     |     |      |
| JUG | Jugokeramika Zaprešić        |      |     |     |     |     |     |      |      |     |      |     |     |     |      |
| METS | Metalac Sisak                |      |     |     |     |     |     |      |      |     |      |     |     |     |      |
| METZ | Metalac Zagreb               |      |     |     |     |     |     |      |      |     |      |     |     |     |      |
| MLA | Mladost Petrinja             |      |     |     |     |     |     |      |      |     |      |     |     |     |      |
| MTČS | MTČ-Sloga Čakovec            |      |     |     |     |     |     |      |      |     |      |     |     |     |      |
| RAD | Radnik Velika Gorica         |      |     |     |     |     |     |      |      |     |      |     |     |     |      |
| SEG | Segesta Sisak                |      |     |     |     |     |     |      |      |     |      |     |     |     |      |
| TRE | Trešnjevka Zagreb            |      |     |     |     |     |     |      |      |     |      |     |     |     |      |
| VOML | VIKO Omladinac Novo Selo Rok |      |     |     |     |     |     |      |      |     |      |     |     |     |      |
| |                              |      |     |     |     |     |     |      |      |     |      |     |     |     |      |
| podebljan rezultat - utakmice od 1. do 13. kola (1. utakmica između klubova) rezultat normalne debljine - utakmice od 14. do 26. kola (2. utakmica između klubova) rezultat nakošen - nije vidljiv redoslijed odigravanja međusobnih utakmica iz dostupnih izvora rezultat nakošen i smanjen * - iz dostupnih izvora nije uočljiv domaćin susreta prekrižen rezultat - poništena ili brisana utakmica p - utakmica prekinuta 3:0 p.f. / 0:3 p.f. - rezultat 3:0 bez borbe |                              |      |     |     |     |     |     |      |      |     |      |     |     |     |      |

Izvori: 